# Ponte Sant'Angelo
Ponte Sant'Angelo, tidigare Pons Aelius, är en bro över Tibern i Rom. Den uppfördes åren 133–134 av kejsar Hadrianus för att förbinda Tiberns vänstra strand med Hadrianus mausoleum, sedermera Castel Sant'Angelo. De tre mittersta brospannen är de ursprungliga, medan de två yttersta lades till år 1892 vid uppförandet av Tiberkajerna.
Numera utgör Ponte Sant'Angelo en fotgängarbro, vilken förbinder Rione Ponte på vänstra stranden med Rione Borgo på den högra.

## Historia
| Den helige Petrus, utförd av Lorenzetto. |  | Den helige Paulus, utförd av Paolo Romano. |
| Den helige Petrus, utförd av Lorenzetto. |  | Den helige Paulus, utförd av Paolo Romano. |

I samband med jubelåret 1450, då tiotusentals pilgrimer vallfärdade till Rom, inträffade en allvarlig händelse vid Ponte Sant'Angelo. Mitt bland pilgrimerna, som gick över bron, råkade en mulåsna i sken och panik utbröt. Broräckena gav vika och minst 172 personer omkom, antingen genom att de blev nedtrampade i trängseln eller att de drunknade i Tibern.
Till offrens minne lät påve Nicolaus V (1447–1455) uppföra två oktogonala kapell vid brons södra fäste: Santa Maria Maddalena och Santi Innocenti.
Under Roms skövling i maj år 1527 nyttjades de två kapellen som vaktkurer av Karl V:s landsknektar. Kapellen skadades under skövlingen och led ytterligare skada i samband med Tiberns översvämning i oktober 1530, varpå påve Clemens VII (1523–1534) lät riva dem. Kapellen ersattes med två skulpturer föreställande apostlarna Petrus och Paulus.
År 1669 uppdrog påve Clemens IX åt Giovanni Lorenzo Bernini att ersätta brons stuckänglar, vilka hade utförts av Raffaello da Montelupo under Paulus III. Änglarna håller Kristi pinoredskap och skulpterades av Berninis medarbetare; de två änglar vilka Bernini själv utförde återfinns i dag i kyrkan Sant'Andrea delle Fratte.

## Lista över änglaskulpturerna
| Nr | Namn                                     | Skulptör                                                                | Inskription                            | Image |
| -- | ---------------------------------------- | ----------------------------------------------------------------------- | -------------------------------------- | ----- |
| 1  | Ängeln med kolonnen                      | Antonio Raggi                                                           | Tronus meus in columna                 |       |
| 2  | Ängeln med gisslet                       | Lazzaro Morelli                                                         | In flagella paratus sum                |       |
| 3  | Ängeln med törnekronan                   | Giovanni Lorenzo Bernini och sonen Paolo, kopia av Pietro Paolo Naldini | In aerumna mea dum configitur spina    |       |
| 4  | Ängeln med svetteduken (Veronikas slöja) | Cosimo Fancelli                                                         | Respice faciem Christi tui             |       |
| 5  | Ängeln med klädnaden och tärningarna     | Pietro Paolo Naldini                                                    | Super vestimentum meum miserunt sortem |       |
| 6  | Ängeln med spikarna                      | Girolamo Lucenti                                                        | Aspicient ad me quem confixerunt       |       |
| 7  | Ängeln med Korset                        | Ercole Ferrata                                                          | Cuius principatus super humerum eius   |       |
| 8  | Ängeln med Korsinskriptionen             | Giovanni Lorenzo Bernini och sonen Paolo, kopia av Giulio Cartari       | Regnavit a ligno deus                  |       |
| 9  | Ängeln med svampen                       | Antonio Giorgetti                                                       | Potaverunt me aceto                    |       |
| 10 | Ängeln med lansen                        | Domenico Guidi                                                          | Vulnerasti cor meum                    |       |

## Kommunikationer
- Tunnelbana, linje A – stationerna Lepanto och Ottaviano
- Tunnelbana, linje C – stationerna Risorgimento och San Pietro

## Bilder
| - Ärkeängeln Mikael uppenbarar sig på Castel Sant'Angelo, fresk utförd av Jacopo Siculo i Cappella di San Michele i kyrkan Santissima Trinità dei Monti. Fresken visar bland annat kapellen Santa Maria Maddalena och Santi Innocenti vid brons främre fäste. |